# 하조대 나들목
하조대 나들목(Hajodae IC)은 강원특별자치도 양양군 현북면 말곡리와 상광정리에 걸쳐 설치된 동해고속도로의 39번 교차로이다. 나들목 진출입로는 손양면 여운포리, 상운리와 접하고 있다. 국도 제7호선을 통해 손양면, 현북면 등지로 진출할 수 있고, 인근에 하조대해수욕장, 양양국제공항이 있다. 2009년 11월 27일 개통되었다.

## 연혁
- 2004년 10월 6일 : 2009년까지 나들목 신설을 위해 양양군 도시계획시설 교통광장에 양양군 현북면 밀곡리, 손양면 여운포리 일대를 하조대 나들목으로 고시[1]
- 2009년 11월 27일 : 동해고속도로 현남 ~ 하조대 구간 개통에 따라 영업 개시[2]

## 구조물 정보
- 위치: 강원특별자치도 양양군 현북면 말곡리, 상광정리
- 영업소: 강원특별자치도 양양군 현북면 말곡길 53-41

## 접속하는 도로
- 국도 제7호선 (동해대로)

## 교통량 정보
| 요금소          | 통행량 (대/일) | 통행량 (대/일) | 통행량 (대/일) | 통행량 (대/일) | 통행량 (대/일) | 통행량 (대/일) | 통행량 (대/일) | 통행량 (대/일) | 통행량 (대/일) | 통행량 (대/일) | 각주  |
| 요금소          | 2001년         | 2002년         | 2003년         | 2004년         | 2005년         | 2006년         | 2007년         | 2008년         | 2009년         | 2010년         | 각주  |
| --------------- | -------------- | -------------- | -------------- | -------------- | -------------- | -------------- | -------------- | -------------- | -------------- | -------------- | ----- |
| 하조대 (폐쇄식) | 미개통         | 미개통         | 미개통         | 미개통         | 미개통         | 미개통         | 미개통         | 미개통         | 2,921          | 3,624          | [ 3 ] |
| 요금소          | 2011년         | 2012년         | 2013년         | 2014년         | 2015년         | 2016년         | 2017년         | 2018년         | 2019년         |                | [ 3 ] |
| 하조대 (폐쇄식) | 3,720          | 3,789          | 2,360          | 2,611          | 2,968          | 3,169          | 2,859          | 2,661          | 2,660          |                | [ 3 ] |